# 瓊島 (南極洲)
瓊島（英語：June Island），是南極洲的島嶼，位於葛拉漢地西岸的法利埃海岸，處於奧德瑞島西南面，屬於德貝納姆群島的一部分，由英國探險隊發現和繪入地圖，現時由南極條約體系管理。